# Zoltan Kluger
Zoltan (Zvi) Kluger (n. 8 februarie 1896, Kecskemét, Ungaria – d. 16 mai 1977, New York City, New York, SUA) a fost un fotograf israelian. Este cunoscut ca unul dintre cei mai importanți fotografi din Palestina Mandatară.

## Biografie
Zoltan Kluger s-a născut în orașul Kecskemét din Ungaria în anul 1896. În timpul Primului Război Mondial a servit ca fotograf aeropurtat în Forțele Aeriene Austro-Ungare și a fost decorat de mai multe ori. La sfârșitul anilor 1920 a emigrat la Berlin, capitala Germaniei, unde a lucrat ca fotograf de presă. În aprilie 1933, odată cu ascensiunea naziștilor la putere, a ajuns în Palestina Mandatară ca turist, iar apoi a primit un permis de ședere din partea autorităților britanice, la intervenția lui Moshe Sharett. Mai târziu, în cursul aceluiași an, Nachman Shifrin, pe care Kluger l-a cunoscut la Berlin, a fondat „East Photography Society for the Press” la Tel Aviv. În 1934 Kluger i s-a alăturat lui Shifrin și a devenit partener și fotograf șef.
Clienții importanți ai lui Kluger au fost Fondul Național Evreiesc (Jewish National Fund) și departamentul de fotografie al organizației Keren Hayesod⁠(d), care l-au trimis pe Kluger să fotografieze întreprinderi economice și imigranți evrei. În 1937 Kluger a realizat o serie de 250 de fotografii aeriene, comandate de Zalman Schocken. A fost publicată ulterior cartea Ella Pnei Israel în care fotografiile lui Kluger sunt însoțite de un text de Moshe Shamir⁠(d).
Kluger s-a căsătorit cu Sarah, iar cei doi au avut un fiu, Paul, care a fost trimis la începutul anilor 1950 de Forțele Aeriene Israeliene să studieze în Statele Unite ale Americii și a rămas acolo. Soția lui a amenințat că se sinucide dacă nu-și urmează fiul în America. Kluger și-a vândur apartamentul de pe strada Dizengoff din Tel Aviv și a emigrat în 1958, împreună cu soția sa, în Statele Unite. Kluger a deschis un magazin de articole fotografice la New York. În același timp, el și-a câștigat existența filmând diverse evenimente, organizate în principal de comunitatea maghiară din New York. La scurt timp după sosirea cuplului în Statele Unite, soția sa s-a îmbolnăvit și a murit, iar el s-a recăsătorit cu Irena. Mama și sora lui Kluger, Elsa, au supraviețuit Holocaustului din Ungaria. Mama lui a murit în 1949, în timp ce fiica ei, soțul acesteia, fiica, soțul și copiii lor au emigrat în Statele Unite ale Americii în 1956 și s-au stabilit în California. Zoltan și Elsa și-au reluat relația. Kluger a rămas în Statele Unite până la moartea sa.
Zoltan Kluger a murit în Manhattan (New York) în 1977, lăsând o arhivă de aproximativ 50.000 de negative distribuite în mai multe arhive publice, inclusiv colecția Keren Hayesod a Arhivelor Sioniste Centrale, colecția Fondului Național Evreiesc, Biroul de Presă al Guvernului, Arhivele de Stat și arhivele Forțelor Militare Israeliene. O colecție de circa 40.000 de negative din anii 1933–1948 a ajuns în 1968 la Arhivele Statului, iar întreaga colecție a fost încărcată în 2017 pe site-ul Arhivelor Statului, care include un motor de căutare a imaginilor și poate fi folosită.

## Expoziții
Lucrările lui Zoltan Kluger au fost expuse în muzee și galerii din Israel, inclusiv în Muzeul Israel. Prima expoziție personală a lui Zoltan Kluger a avut loc în anul 2008 la Muzeul Eretz Israel din Tel Aviv. Expoziția a fost denumită „Zoltan Kluger - Fotograf principal, 1933–1958” și a fost organizată de dr. Ruth Oren și Guy Raz.

## Galerie

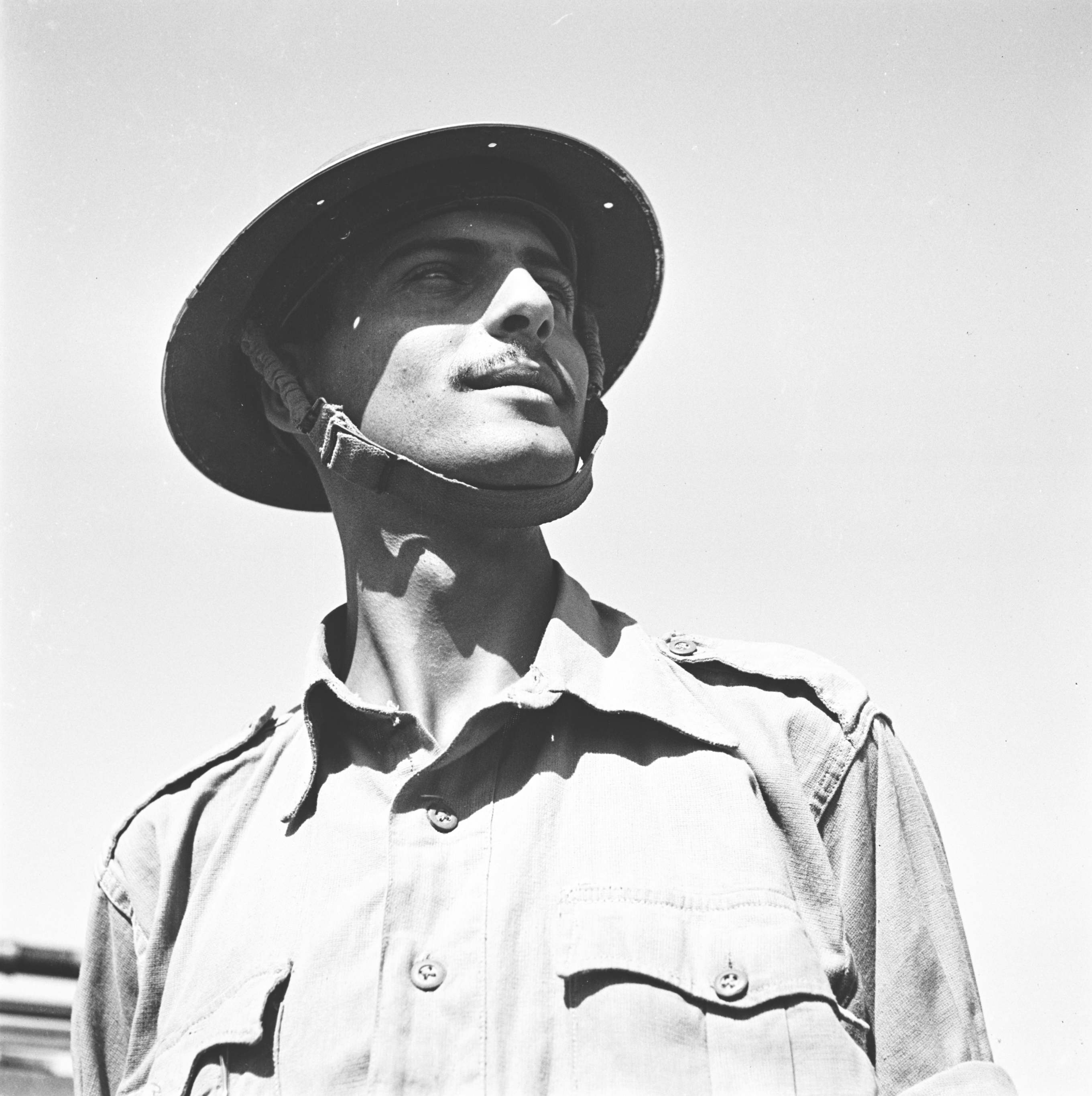
Regimentul 14 Baterie de Coastă, Artileria Regală, Haifa
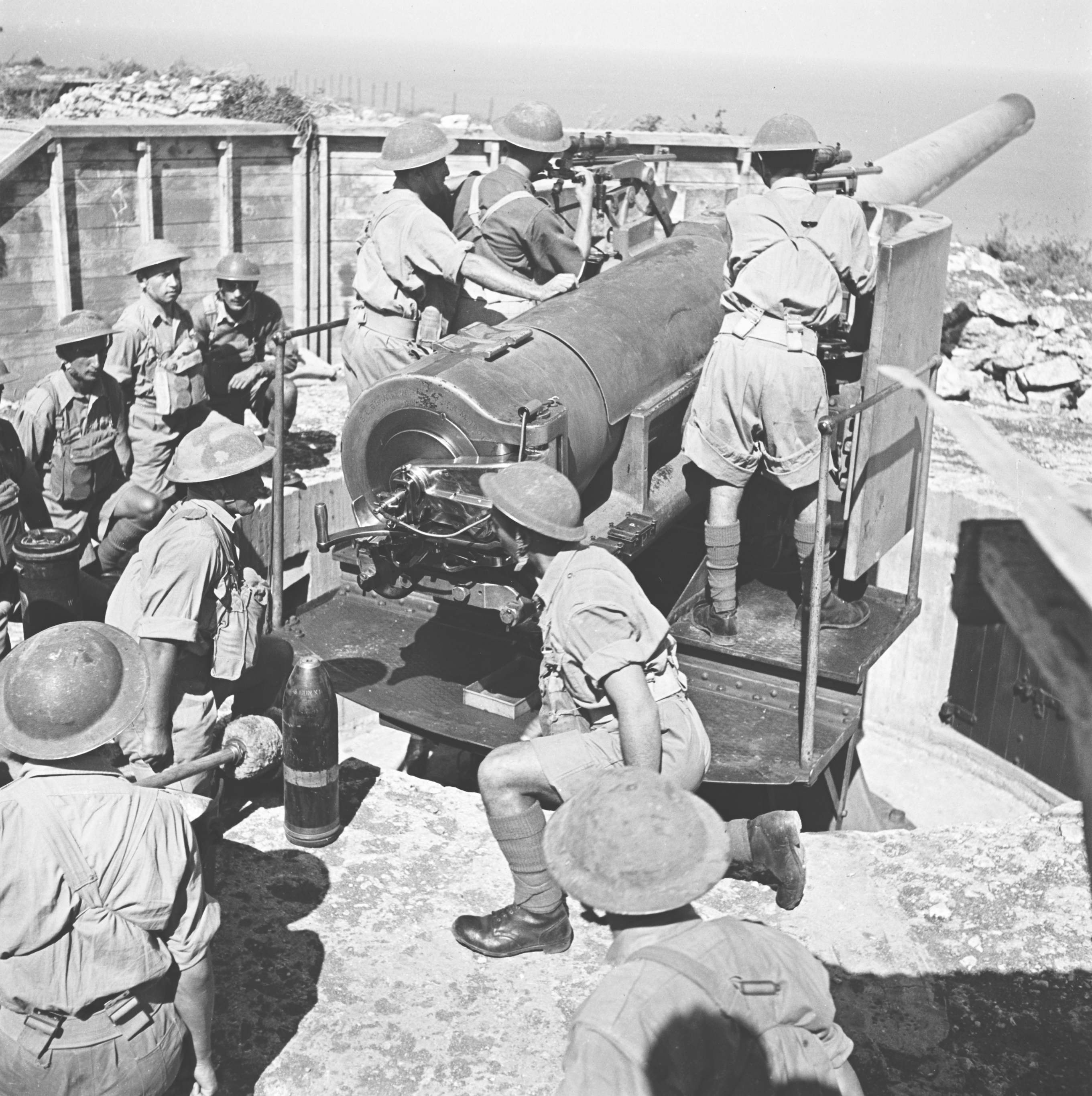
Regimentul 14 Baterie de Coastă, Artileria Regală, Haifa
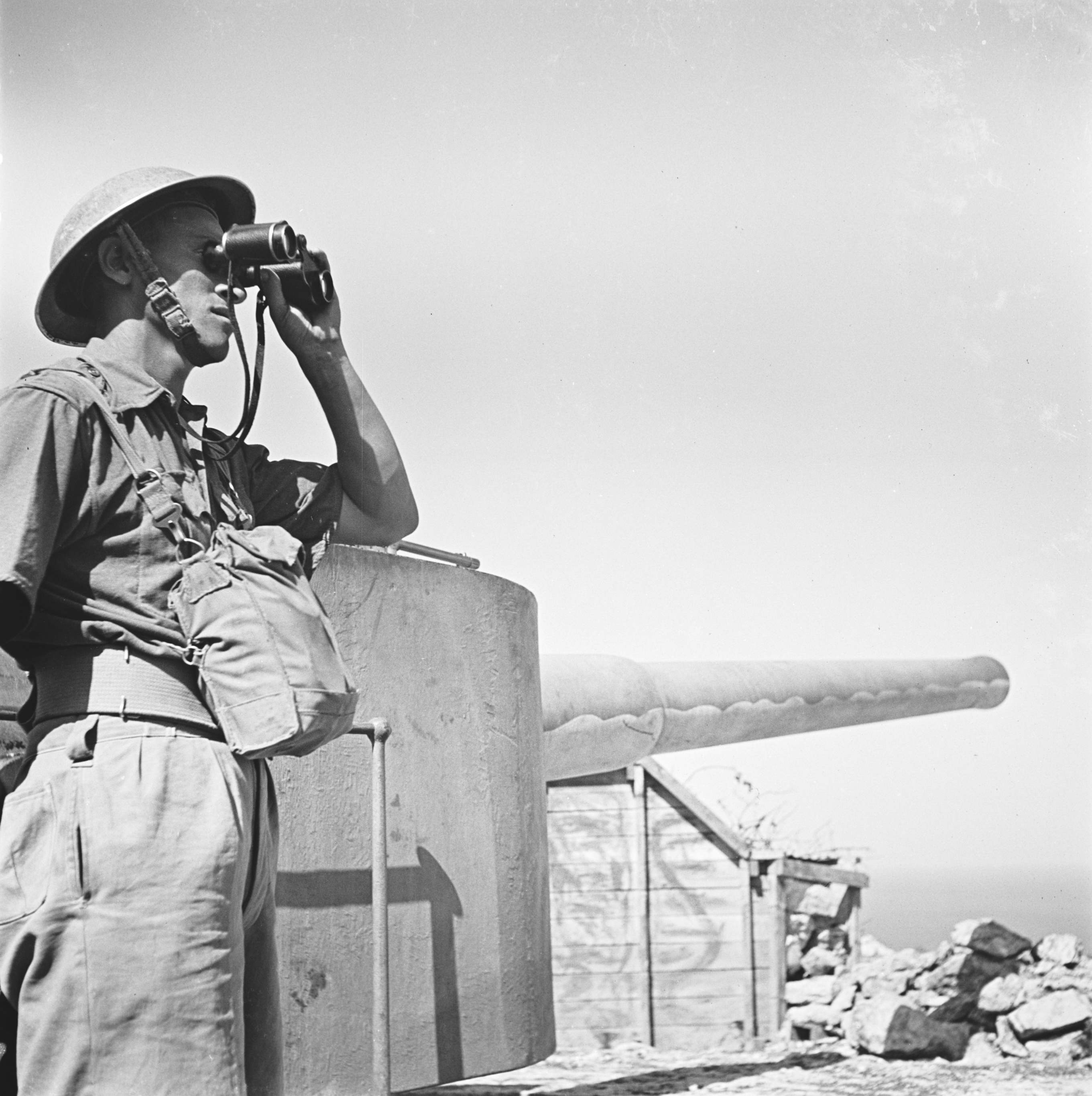
Regimentul 14 Baterie de Coastă, Artileria Regală, Haifa
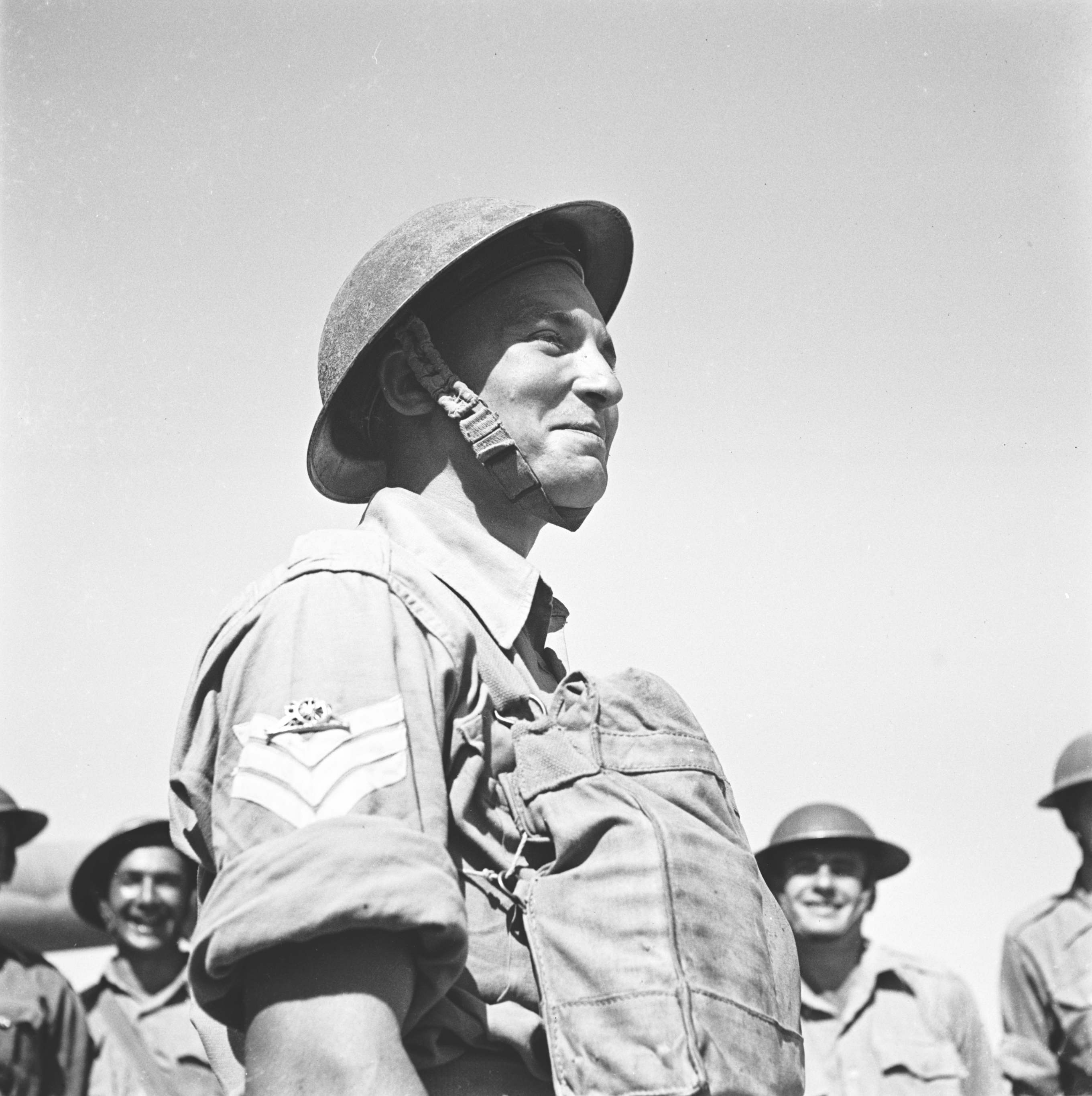
Regimentul 14 Baterie de Coastă, Artileria Regală, Haifa
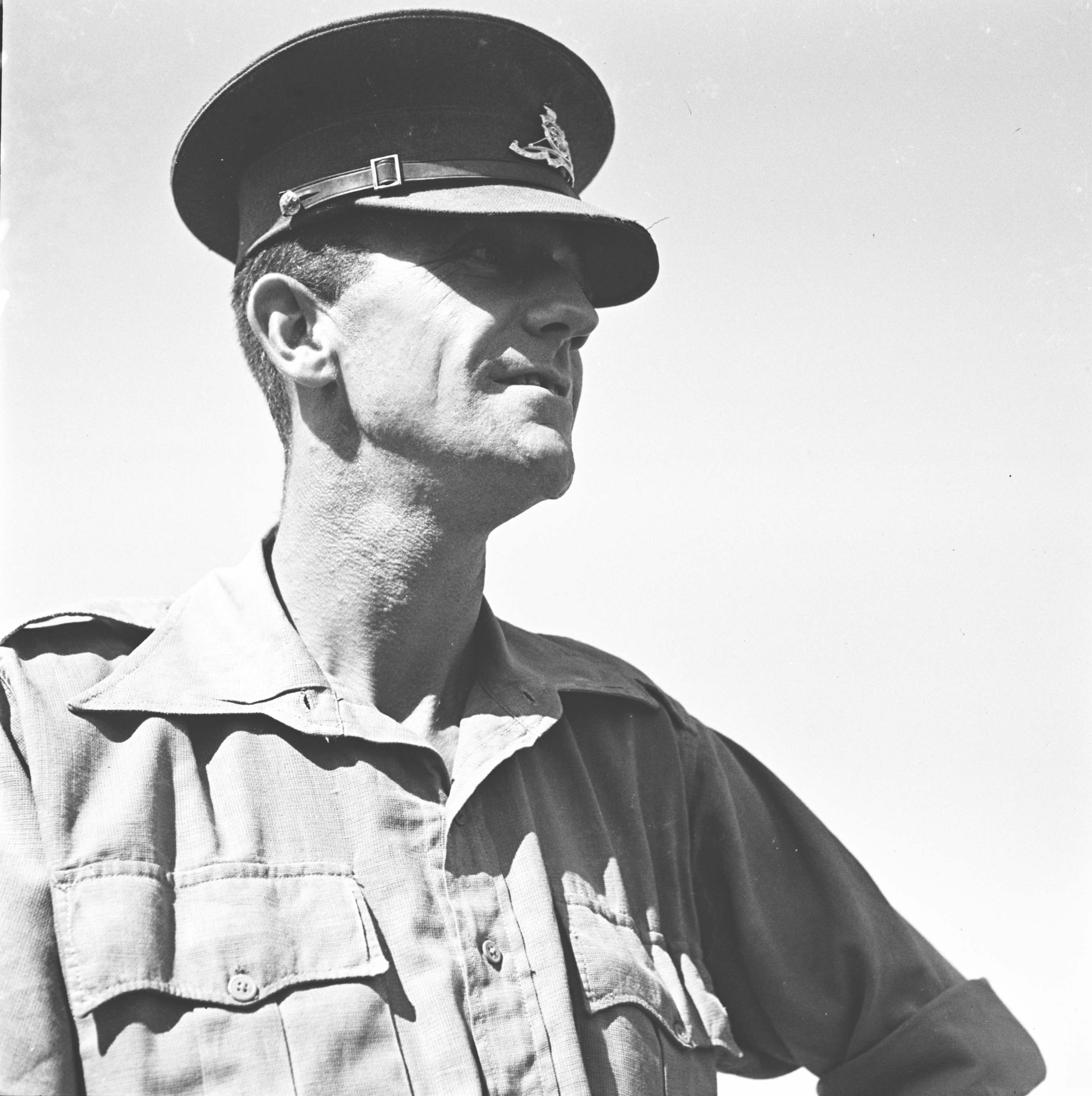
Regimentul 14 Baterie de Coastă, Artileria Regală, Haifa
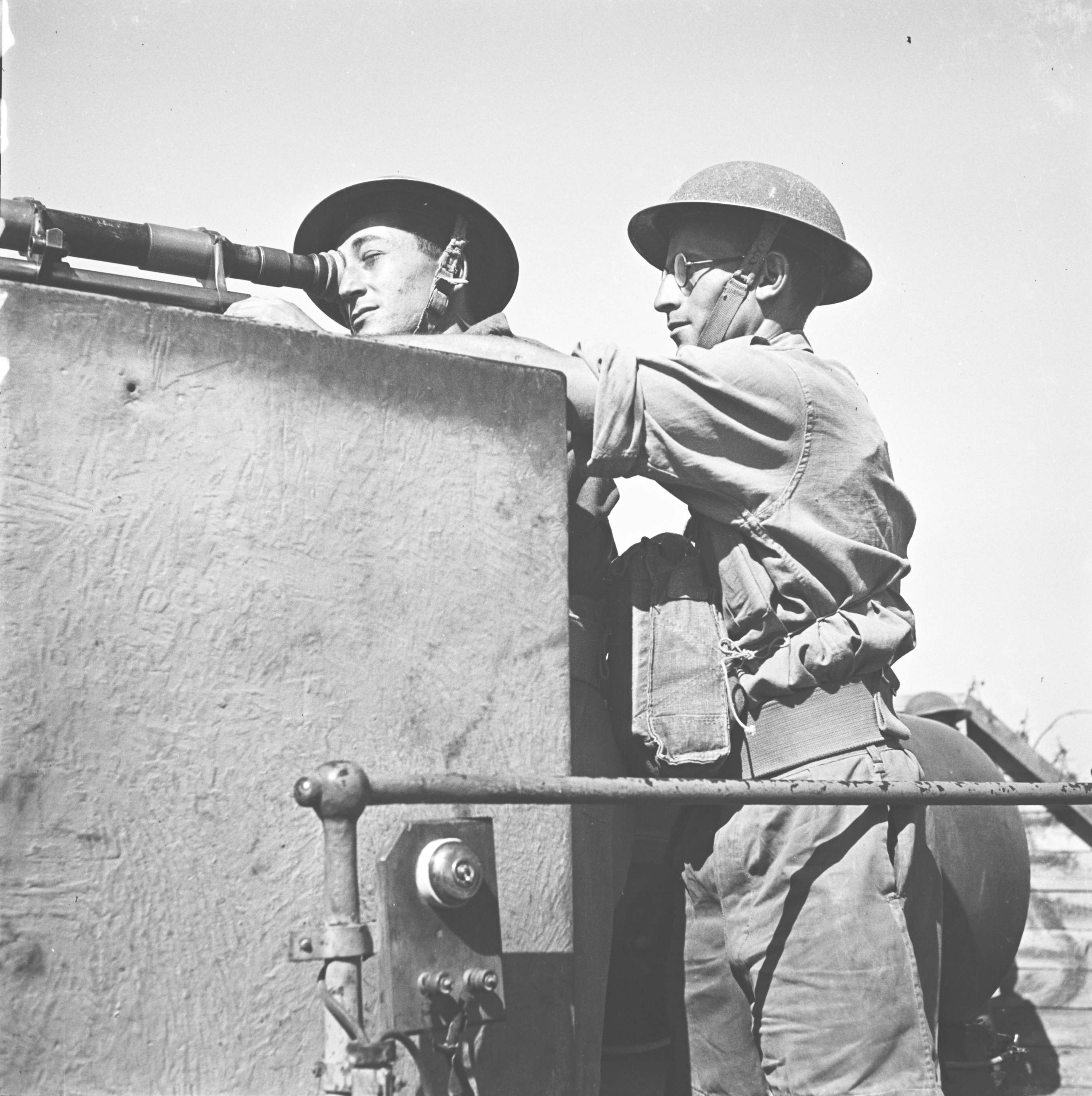
Regimentul 14 Baterie de Coastă, Artileria Regală, Haifa
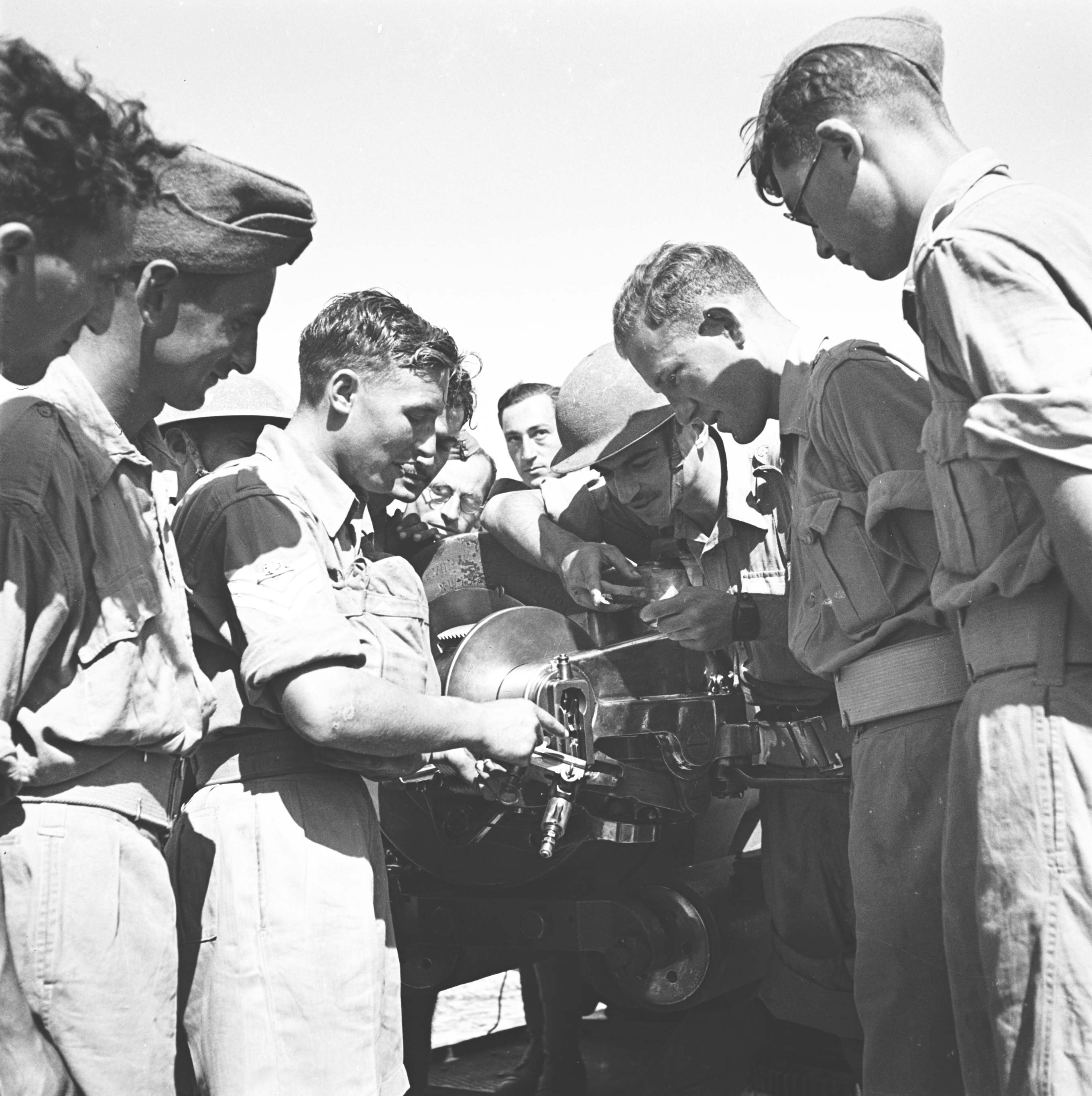
Regimentul 14 Baterie de Coastă, Artileria Regală, Haifa
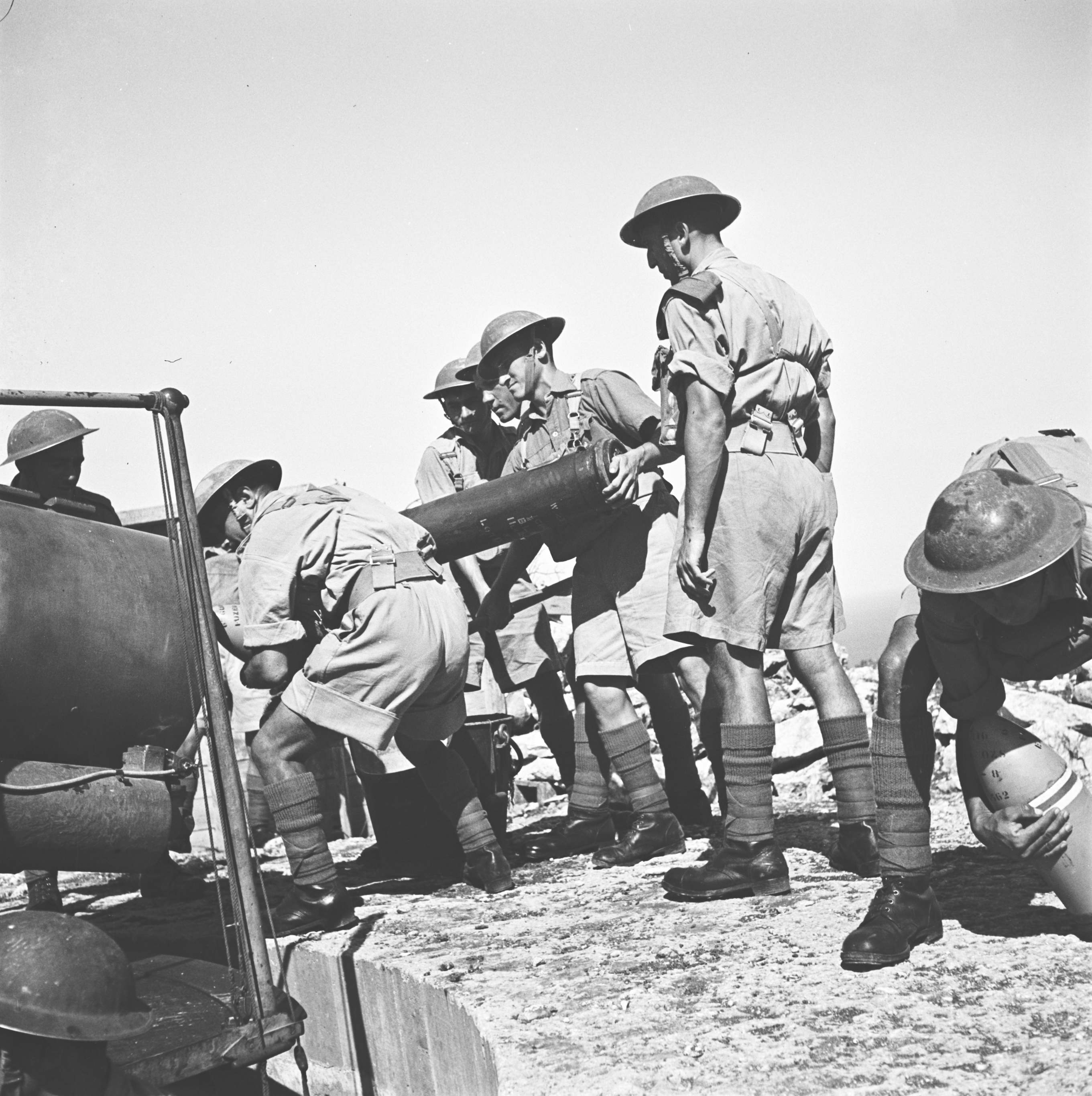
Regimentul 14 Baterie de Coastă, Artileria Regală, Haifa
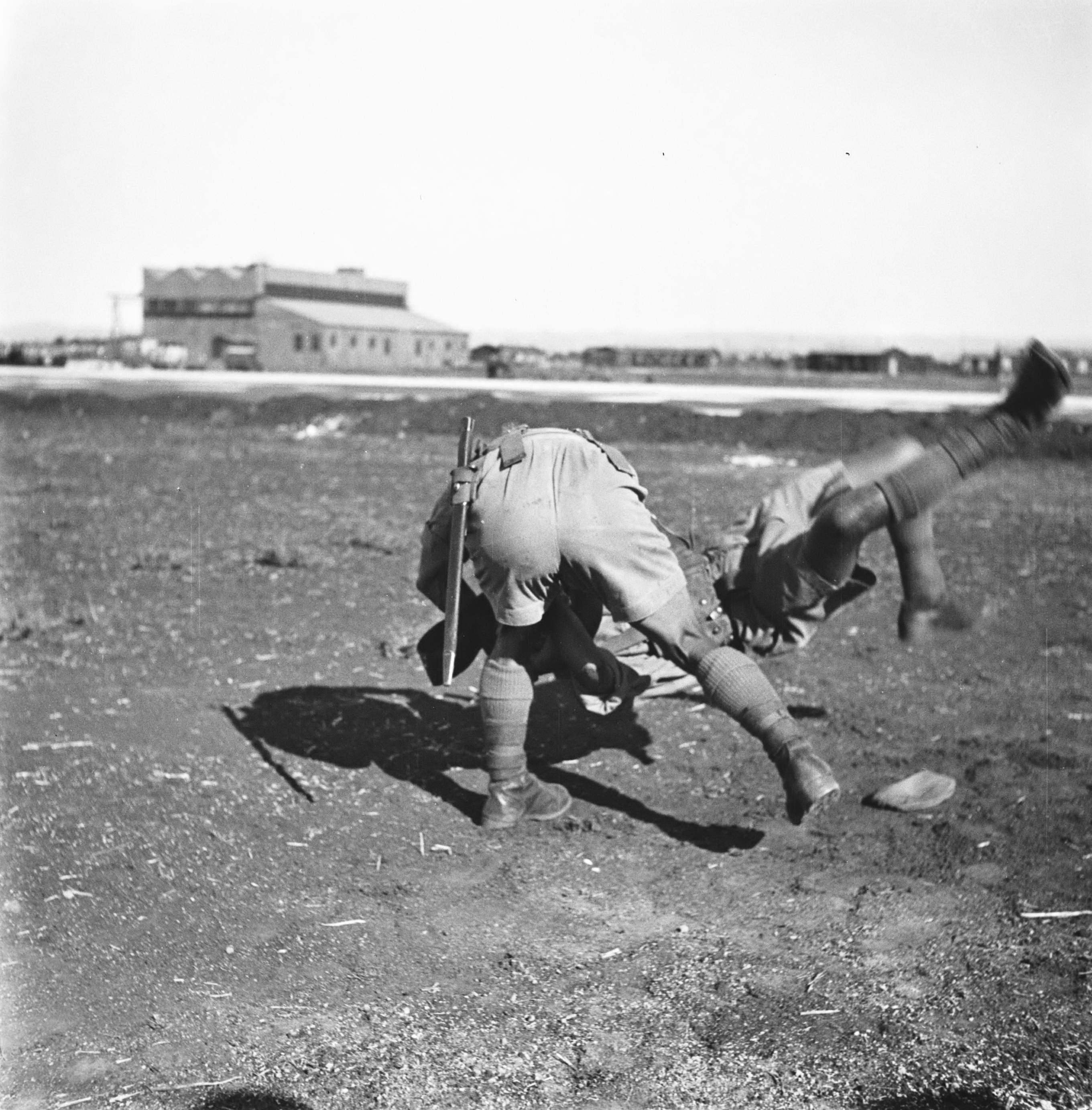
Antrenament de apărare personală a militarilor din Compania a VI-a
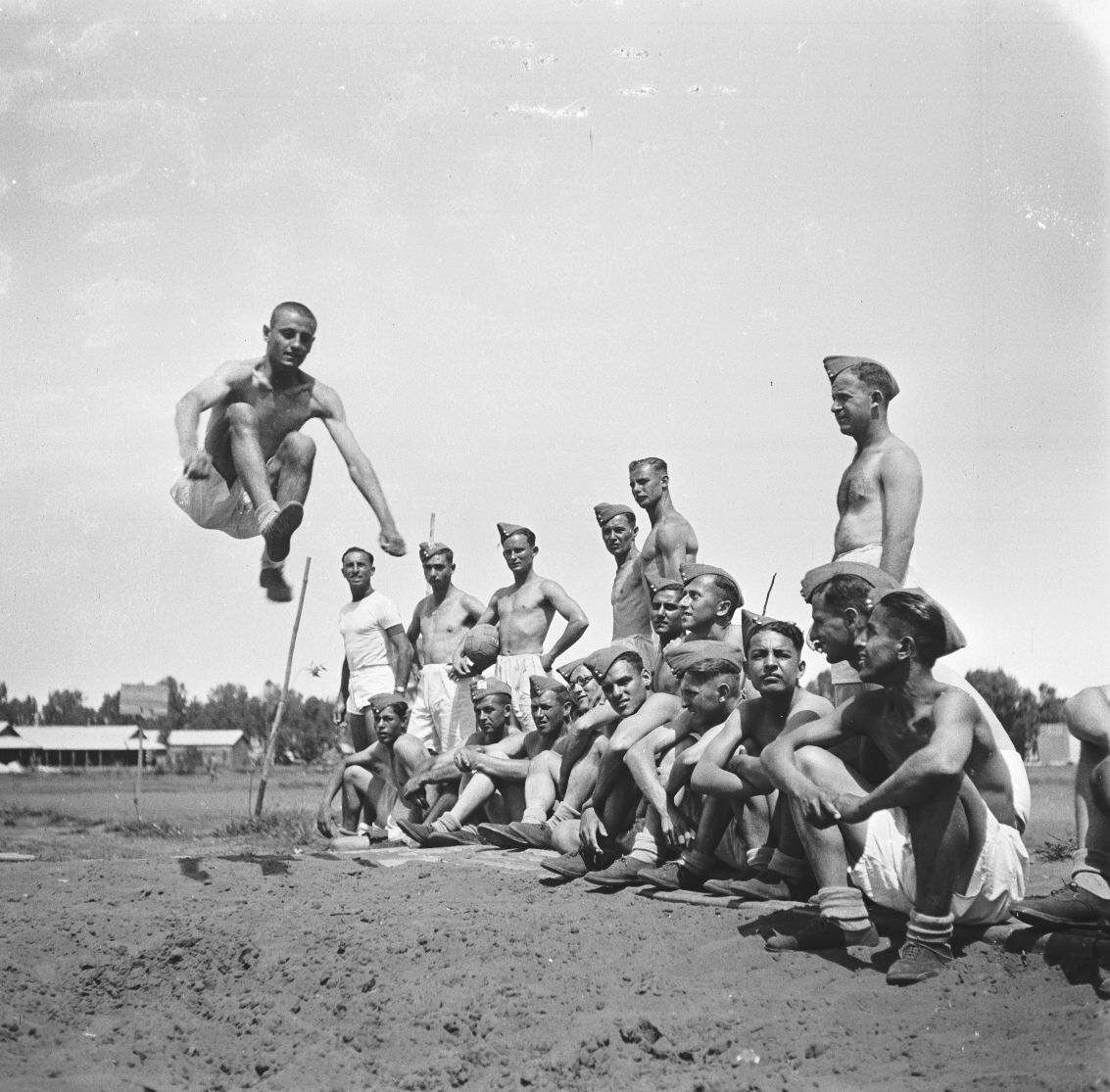
Săritura în lungime a militarilor din Compania a X-a
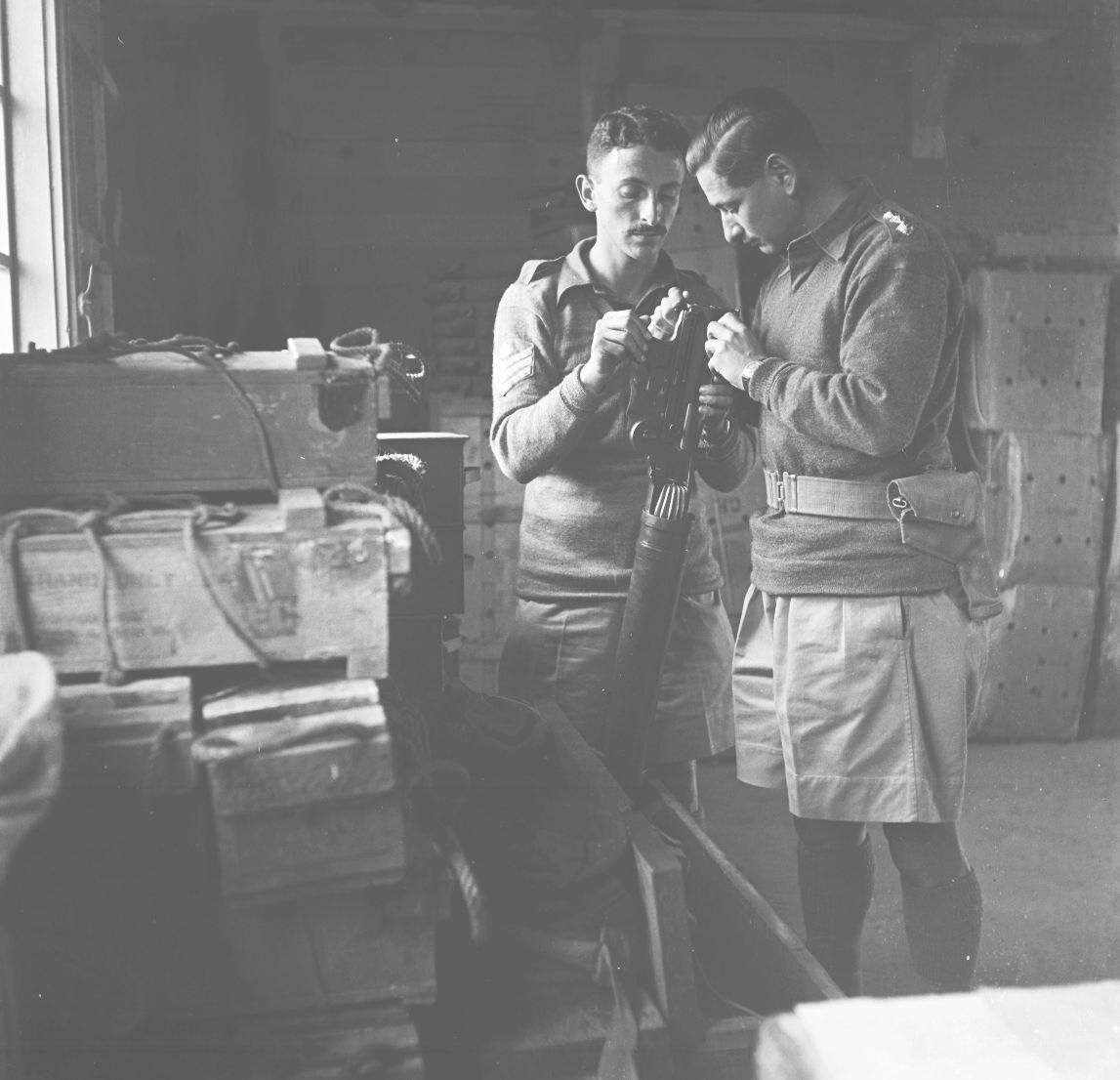
Militari din Compania a VI-a
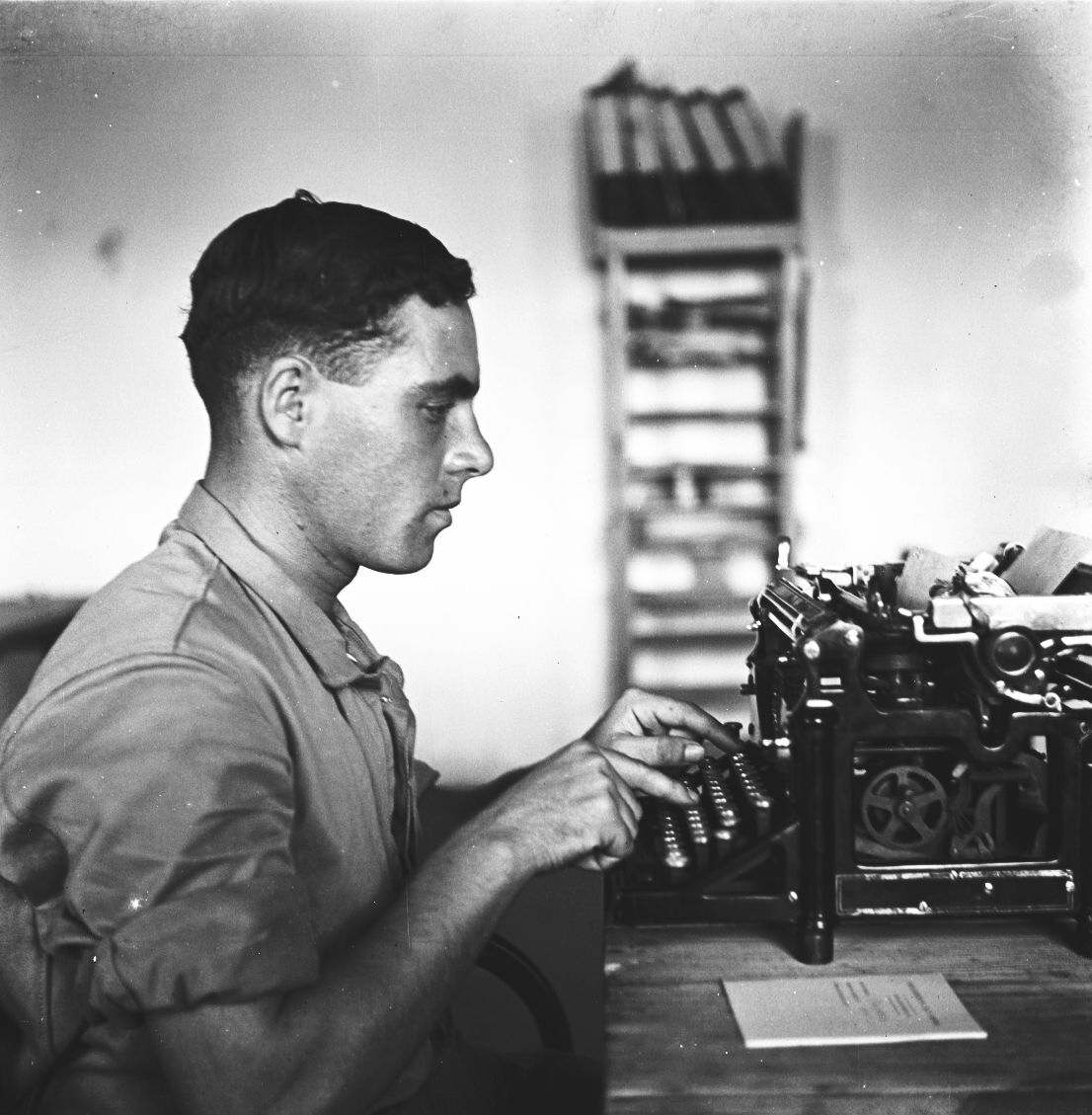
ATS Arab – Corpul Auxiliar al Femeilor Arabe
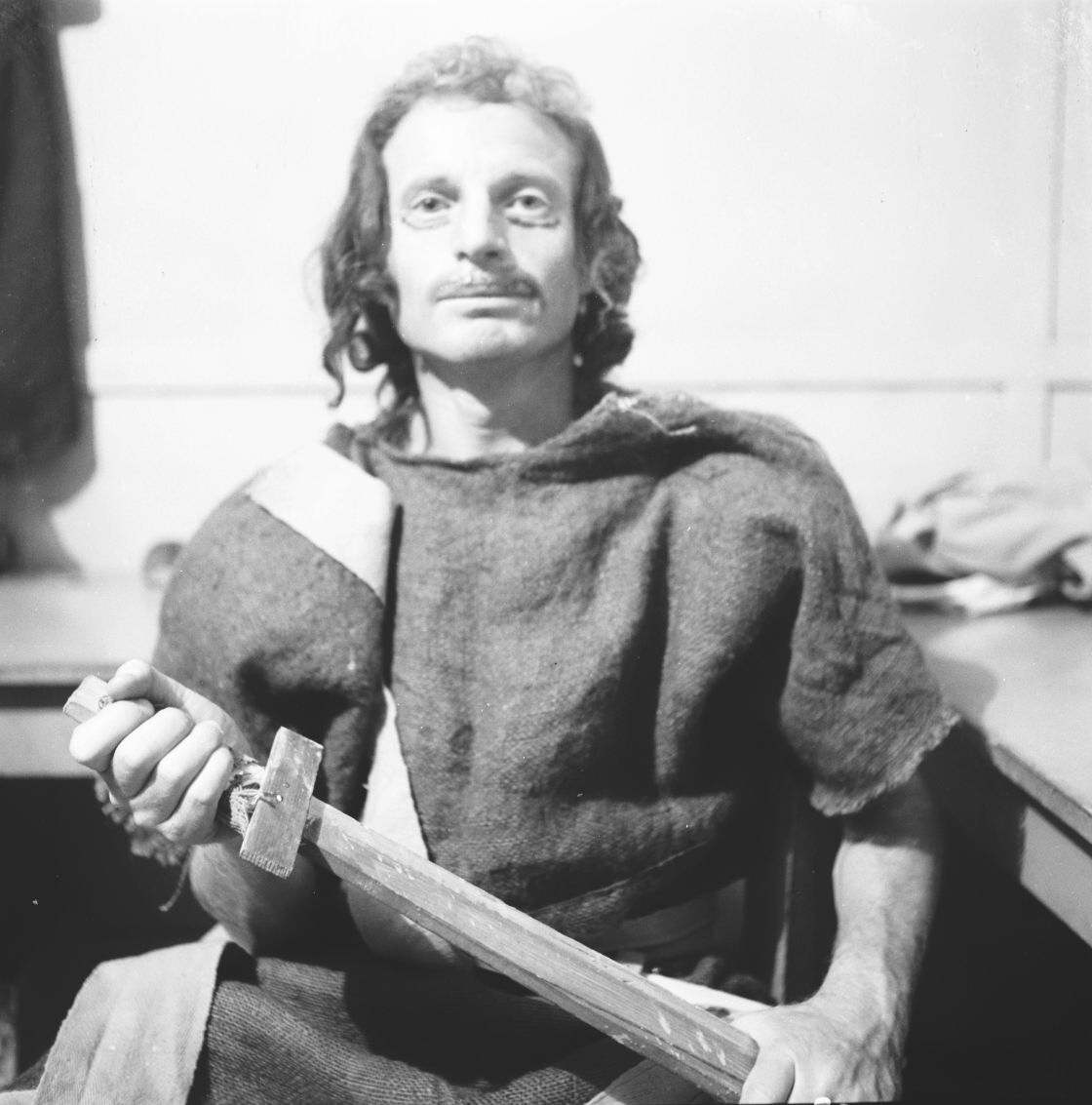
20 de tranziție - prezentarea Cântecului cântecelor
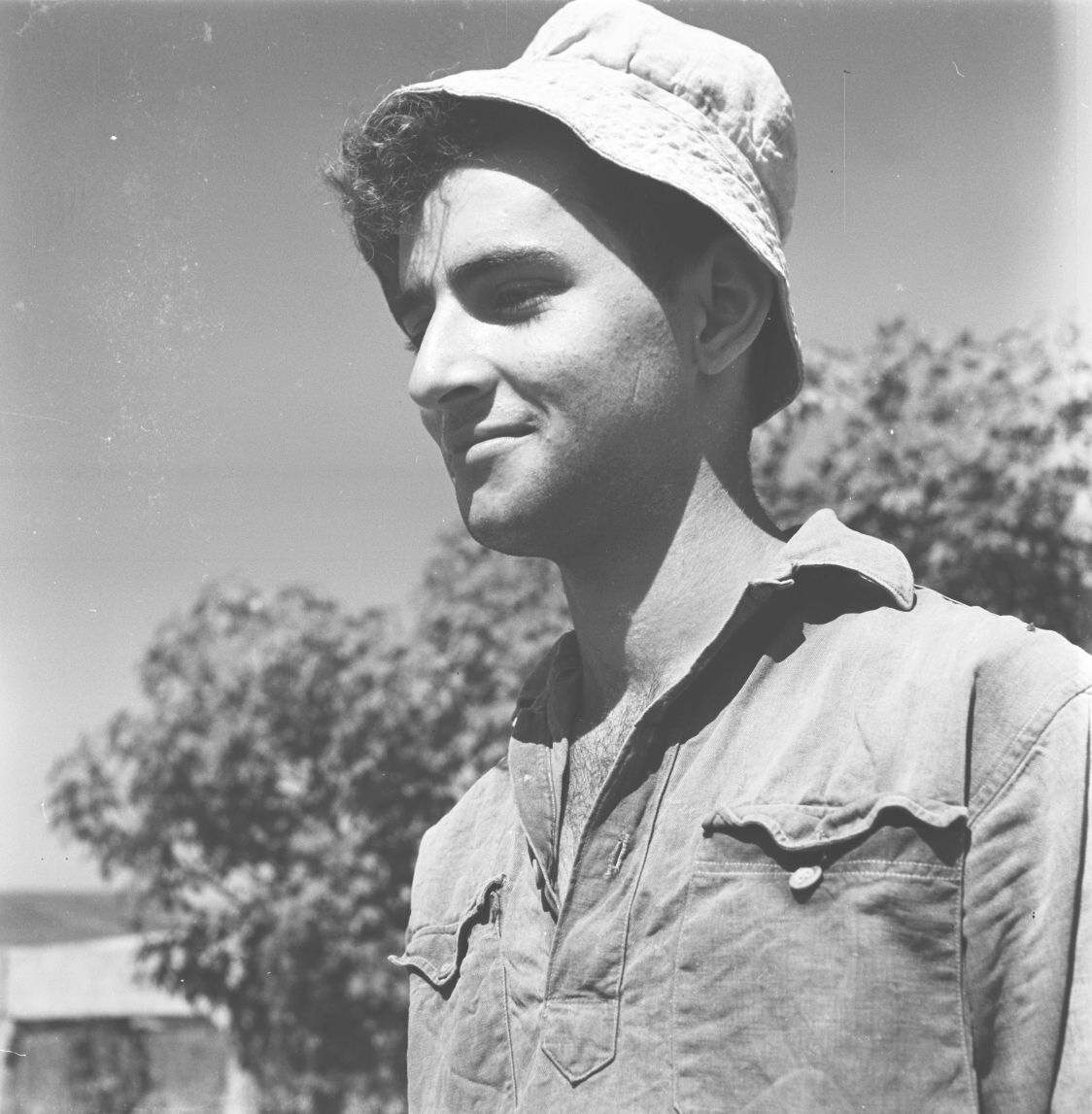
Tânărul Ha'Tsair Giladi, 25 de ani, din kibutzul Daganiya B
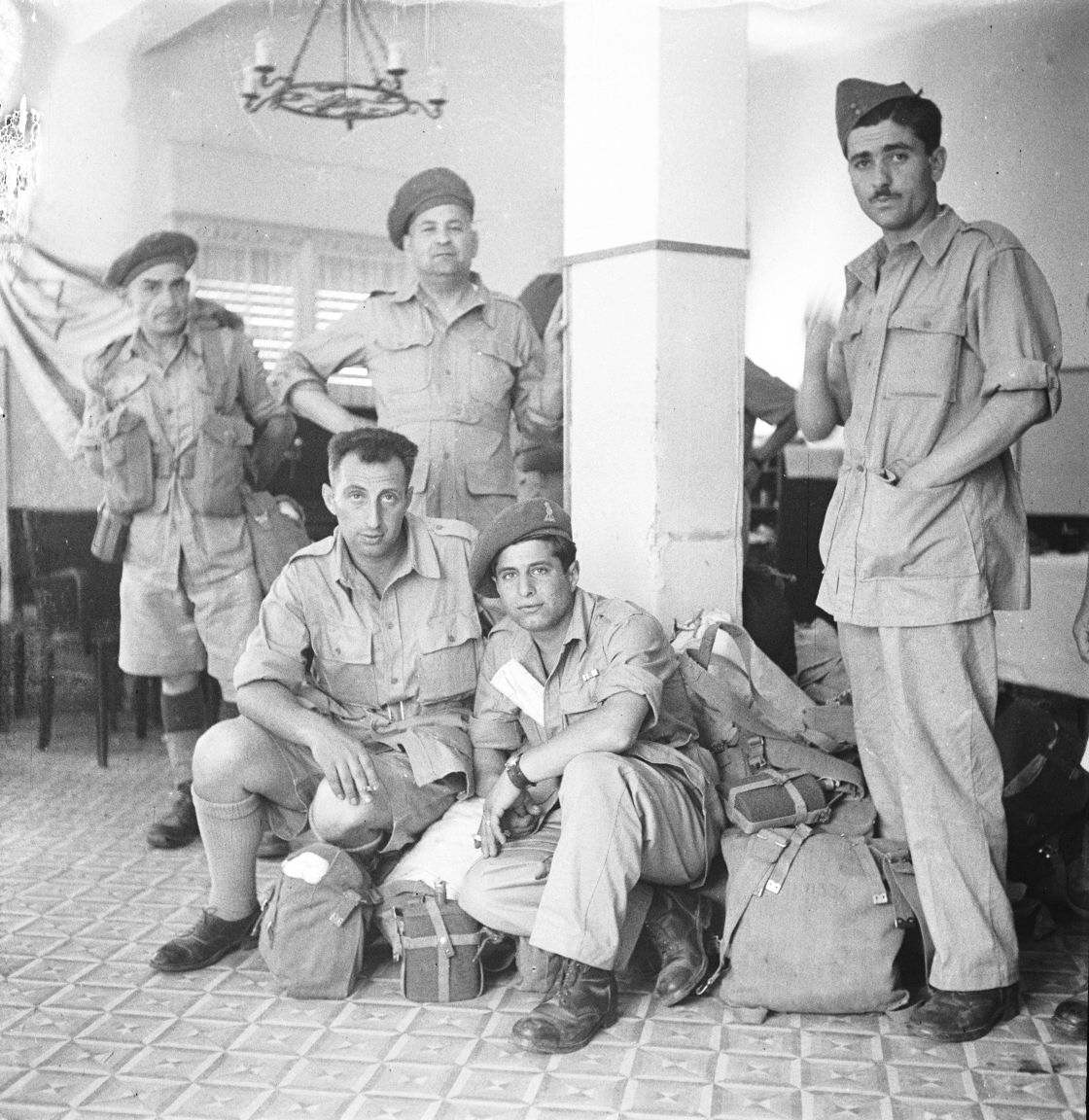
430 de prizonieri de război care se întorc acasă
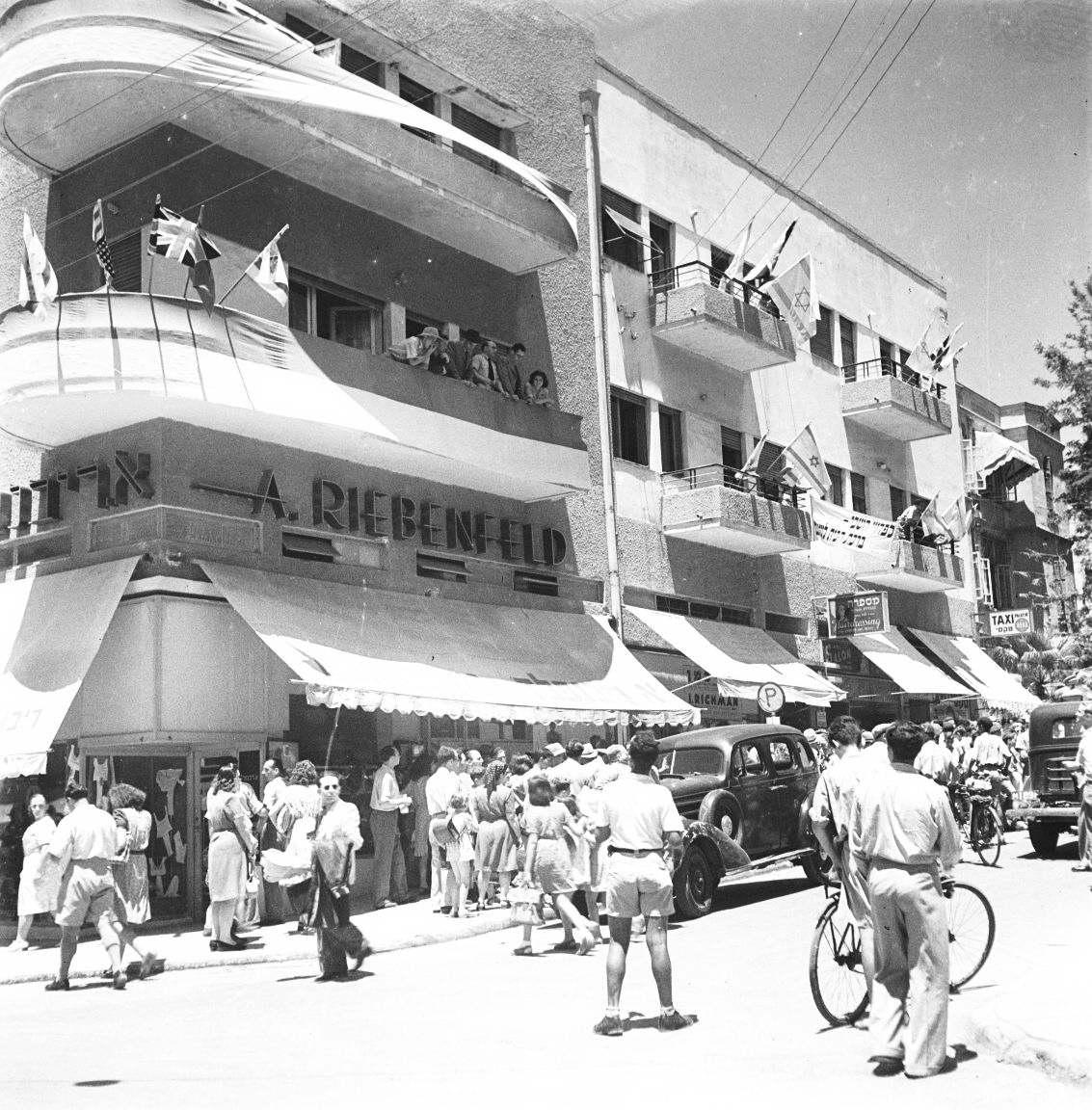
Întoarcerea prizonierilor de război evrei, voluntari în Corpul Expediționar Britanic, la colțul străzilor Nachal Binyamin și Ahad Ha'am din Tel Aviv (1945).
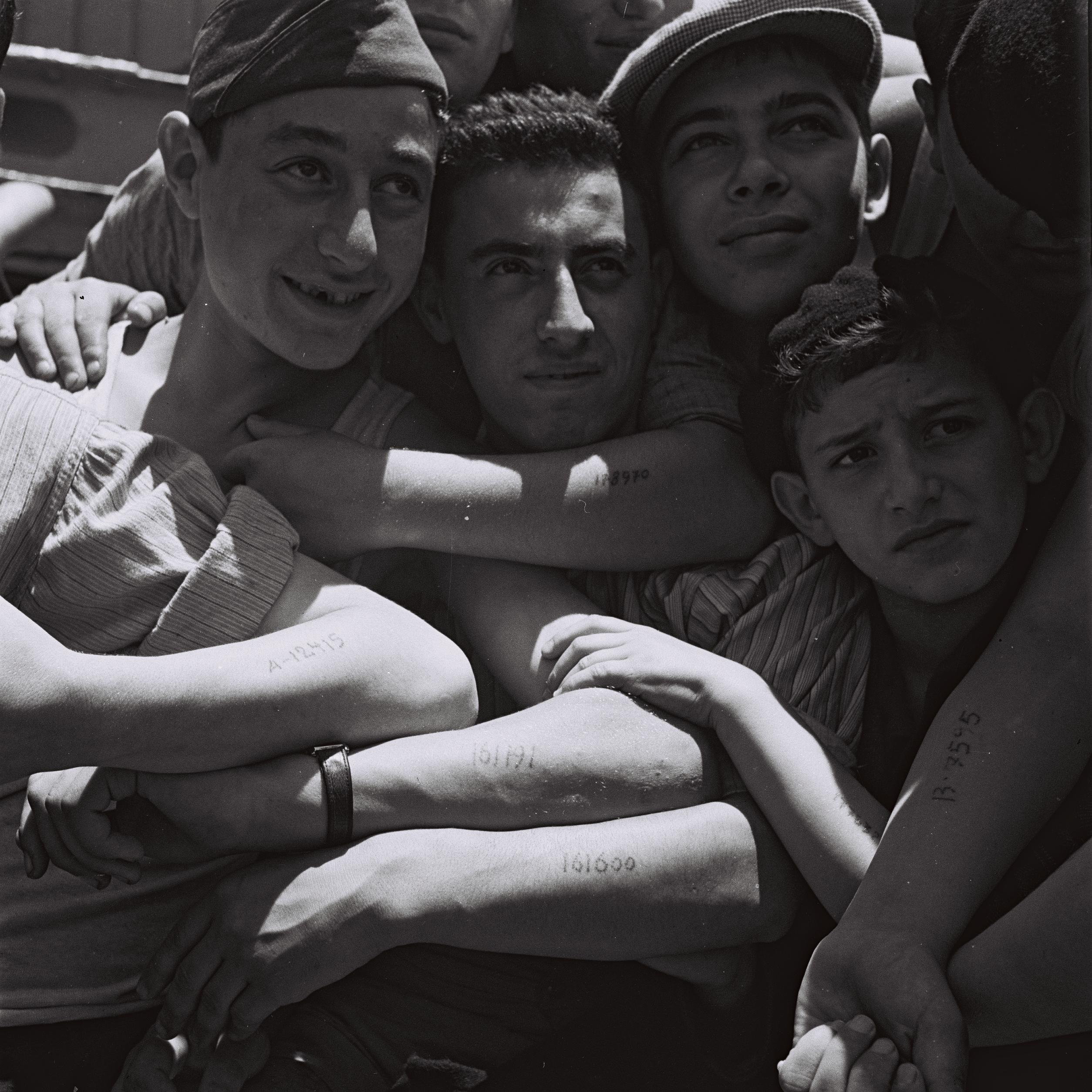
Tineri supraviețuitori ai Holocaustului de la bordul navei pentru refugiați Mataroa ajung în portul Haifa, iulie 1945
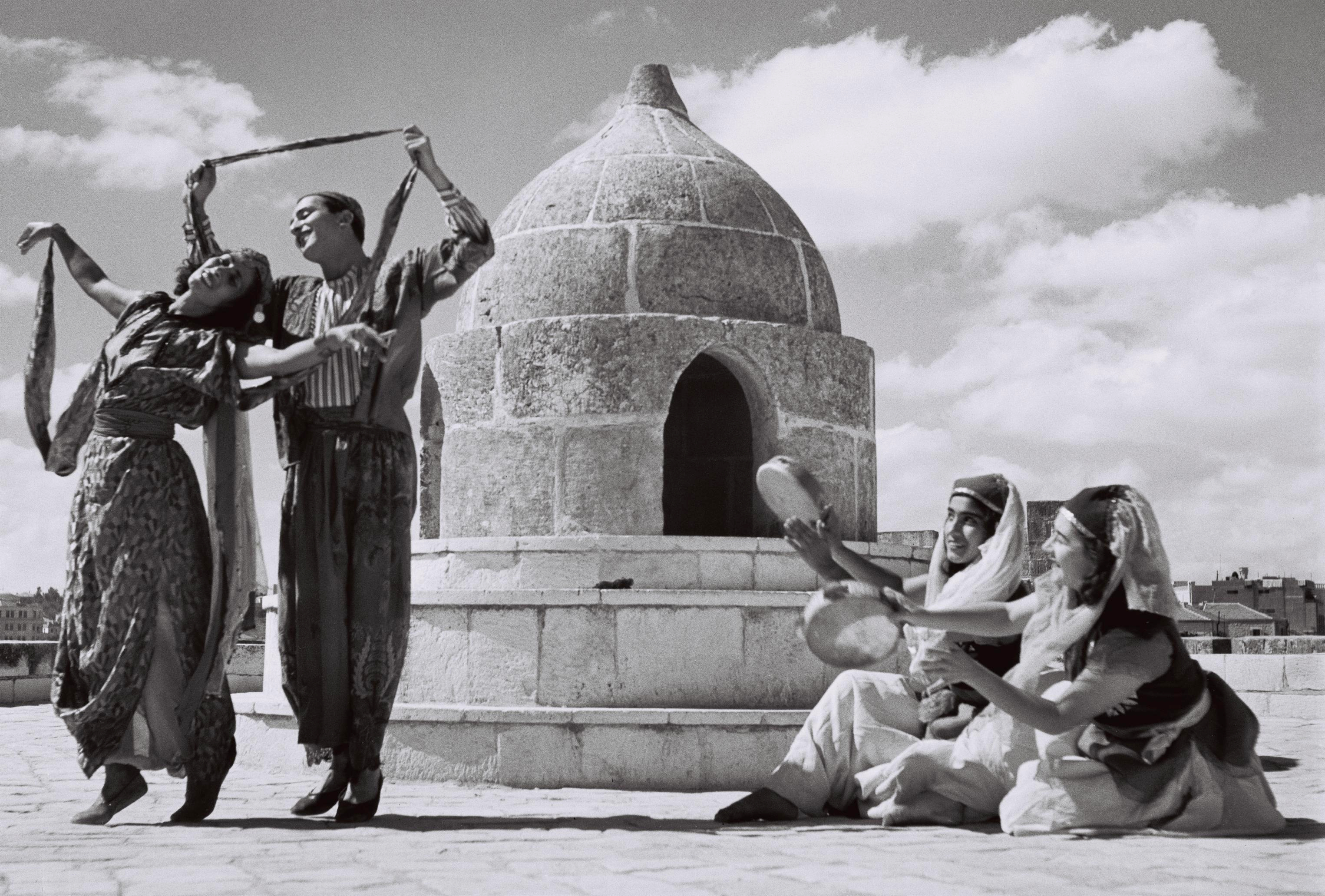
Un dans Bukharan interpretat de membrii baletului Rina Nikova în cetatea Ierusalimului, 1946